# Adorazione dei pastori (Ribera Castellammare di Stabia)
L'Adorazione dei pastori è un dipinto a olio su tela di Jusepe de Ribera databile intorno al 1650 e conservato nella concattedrale di Santissima Maria Assunta e San Catello a Castellammare di Stabia.

## Storia e descrizione
L'opera, conservata nella crociera di sinistra della concattedrale di Castellammare di Stabia, è quasi uguale a quella esposta al Louvre, con l'unica eccezione che quella parigina è dipinta in verticale, mentre quella stabiese in orizzontale: non conoscendo la data di realizzazione non è quindi possibile definire quale delle due sia la copia dell'altra.
La scena si svolge in un'ambientazione incerta, forse una grotta o un capanno, con il solito fondo scuro, tipico del pittore, illuminato da uno squarcio di cielo azzurro, nel quale si intravede l'angelo dell'annuncio ai pastori: al centro, in un giaciglio di paglia, il bambino Gesù con a sinistra Maria, secondo alcuni dipinta con le sembianze della figlia del Ribera, in un atteggiamento orante, ed in posizione arretrata san Giuseppe che guarda il figlio; completano l'opera tre pastori, due dei quali osservano Gesù, mentre un altro è intento a portare un dono (quest'ultimo non presente nella tela esposta al Louvre) ed una donna, con un cesto sulle spalle, rivolta verso lo spettatore. Tra i vari animali presenti si riconoscono l'asino ed il bue, un cane, e, ai piedi della culla, un agnello coi piedi legati, simbolo della morte.